# 入来院氏
入来院氏（いりきいんし、いりきいんうじ）は、桓武平氏、秩父氏の流れを汲む日本の武家氏族。渋谷氏の支流。

## 薩摩入来院氏

### 渋谷氏の薩摩下向
鎌倉時代の当主渋谷光重は、宝治元年（1247年）の宝治合戦の功により、薩摩国に多くの所領を得た。光重は長男・重直に相模国の所領を相続させ、残りの子らを薩摩の所領に下向させた。渋谷実重、渋谷重保、渋谷重茂、渋谷定心、渋谷重貞ら（うち何人かは死去していたので子孫）が下向し、光重の五男・定心は入来院を相続して入来院氏の祖となった。その後は定心の嫡男・入来院明重に地頭職を継承させ、その子・公重は元寇の際、北九州に出陣して、防衛に当たった。

### 島津氏との対立と和解
その後南北朝時代には南朝方に味方して、北朝方の島津氏らと争ったが、峰ヶ城攻防戦で当主の入来院重門は討死した。家督は嫡男・重頼が継いで、引き続き島津氏との争いを繰り広げた。後に島津氏が今川了俊と対立すると南九州国人一揆に参画し武家方に転じた。その後も島津氏とは抗争を続けるも、今川了俊の失脚によって劣勢に転じ、島津元久や島津伊久らの攻撃によって居城の清色城が包囲され、重頼は降伏して清色城を去った。
しかし島津元久と島津伊久は不和となり、重頼は伊久に味方して失地の回復を図った。応永8年（1400年）、伊久と重頼は協力して元久を破り、応永18年（1410年）には元久が病に倒れ、入来院重頼・重長父子は清色を回復した。島津奥州家の島津久豊は永利城を落として重長に与え、重長は奥州家に帰順した。 
島津久豊の死後、嫡男の島津忠国が家督を継いだが、父ほどの統率力はなく、再び国人領主らの争いが頻発した。入来院重茂や重豊は島津忠国に協力して活躍した。島津忠国と島津用久との対立では忠国に味方したが、忠国と忠国嫡子の立久との対立においては、重豊は立久に協力した。

### 島津氏との協力と再びの対立
戦国時代に入った文明16年（1484年）、日向国の伊東祐国が島津忠昌に対して謀反を起こすと、入来院重豊は祁答院重度や島津忠廉らと共に同調した。後に島津忠廉と島津忠昌が和睦すると入来院氏は再び島津氏に帰順した。入来院重聡の代になると、島津宗家を支え、忠昌の死後家督を継いだ島津忠治、島津忠隆、島津忠兼に仕えた。
島津勝久と島津実久が島津宗家の座を巡って争うようになると、実久は勝久方の入来院氏らの所領を侵略するようになった。そのため島津勝久は伊作家の島津忠良を頼って、忠良の嫡子・貴久を養子とした。入来院重聡は伊作家劣勢の状況にもかかわらず忠良方に味方、重聡は娘を貴久の室とした。後に重聡の娘は名将として高名を馳せる島津義久・義弘・歳久を産んだ。
入来院氏はその後も島津氏の勢力拡大に貢献し、広大な所領を手に入れたが入来院重朝の代になると島津貴久との間に齟齬が生じ、重朝は、肝付兼演や祁答院良重、蒲生茂清らと結んで、再び島津氏と対立するようになる。天文18年（1549年）、島津氏の攻撃によって加治木城が陥落し、肝付氏は降伏。入来院氏ら渋谷一族も島津氏に降伏した。しかし天文23年（1554年）、重朝は祁答院良重や蒲生範清らと再び反旗を翻した。重朝の従兄弟である島津義久、義弘、歳久は岩剣城の戦いで初陣を飾った。入来院氏らは蒲生城の戦い等でも敗戦を重ね、弘治3年（1557年）に蒲生氏が島津氏に降伏すると、渋谷一族も撤退した。
重朝の子、重嗣は同族の東郷氏と連携して島津氏と戦ったが、永禄12年（1569年）、重嗣は東郷重尚と共に島津貴久に降伏した。度重なる抵抗の結果、入来院氏は本領の清色以外の所領を召し上げられた。

### 島津氏一門に組み入れられ、江戸時代へ
その後は島津氏に背くことなく従い、天正年間前半には日向国伊東氏との戦いや、肥後国相良氏との戦いに従軍した。天正11年（1583年）に入来院重豊が死去。男子がなく、島津以久の子重時を養子として家督を継がせた。桓武平氏渋谷氏末裔の入来院氏はここに完全に島津氏の一門として組み入れられることとなった。
島津氏が勢力を拡大し、豊後国の大友宗麟が勢力を衰退させると宗麟は天下人豊臣秀吉を頼り、秀吉は九州平定を開始した。各地で島津軍は敗戦を続け、入来院重時も抗戦したが大敗を喫し、島津氏は豊臣秀吉に降伏した。
文禄4年（1595年）、島津氏領内では国人の在地性を切り離すため、所領替えが実施された。入来院氏は入来郷から大隅国湯之尾郷に移封となった。慶長5年（1600年）の関ヶ原の戦いでは、入来院重時は島津義弘に従って出陣。島津の退き口と呼ばれる撤退戦の最中、重時は義弘らを見失い、近江国で追手の手に掛かって討死した。重時にも子が無く、島津義虎の子が入来院重高と名乗って家督を継いだ。
江戸時代に入ると再び入来郷に転封され、以後は一門重臣として明治維新を迎えた。

## 歴代当主

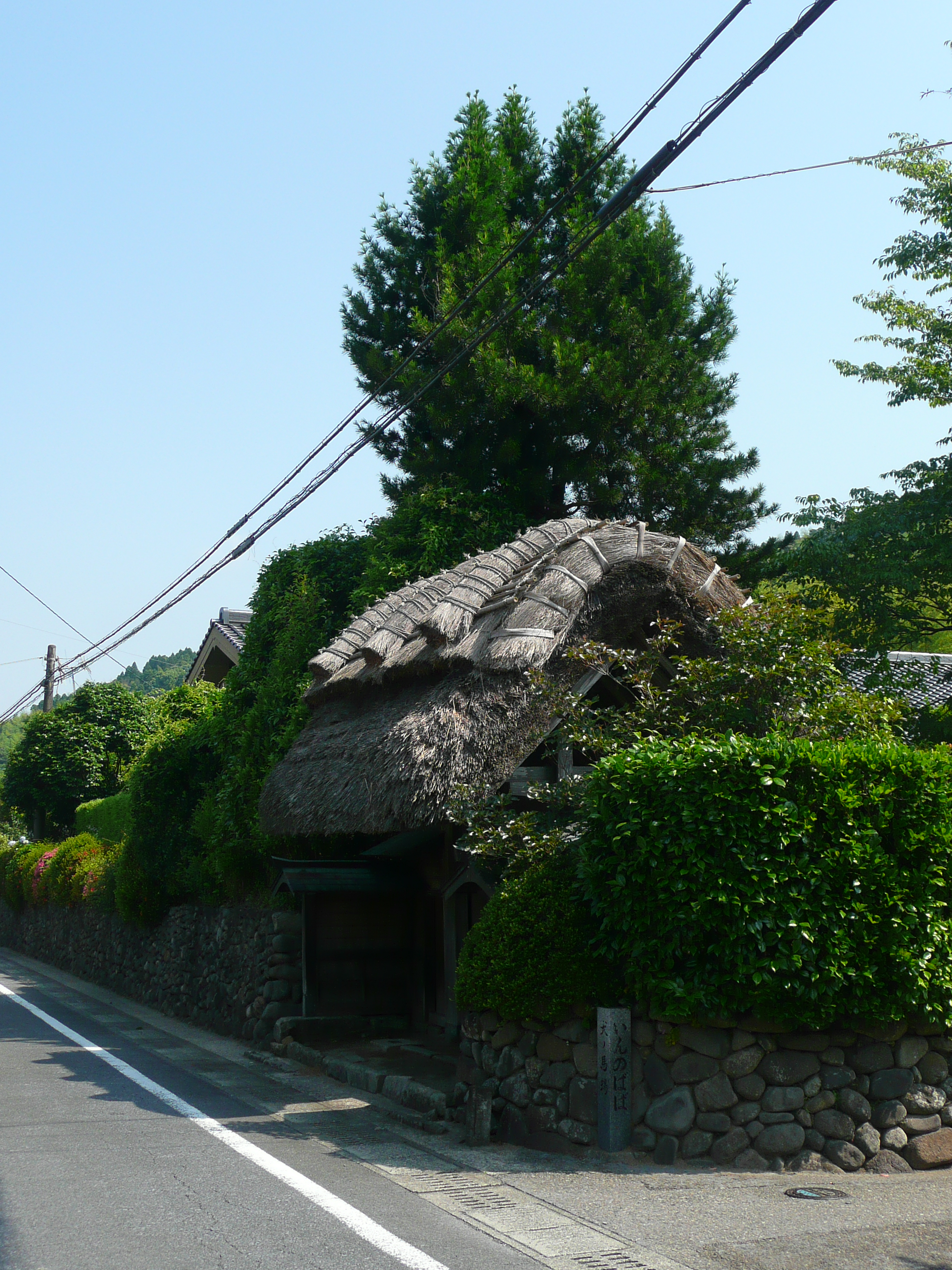
入来麓茅葺門

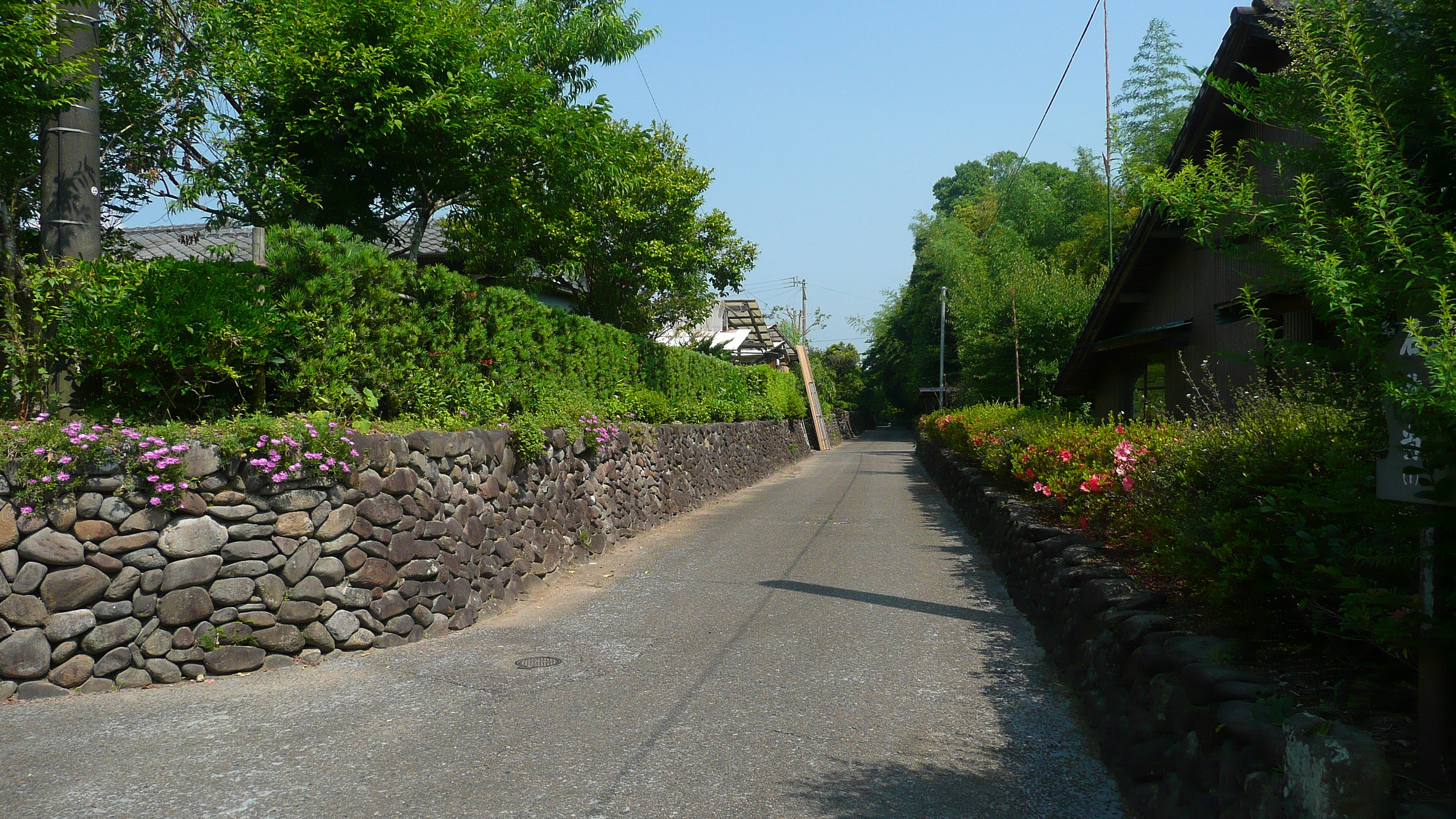
入来麓石垣

1. 入来院定心 - （初代、曽司氏・清色氏を名乗る）
2. 入来院明重
3. 入来院公重
4. 入来院重基
5. 入来院重勝 - （養子、一族岡本重知子）
6. 入来院重門
7. 入来院重頼
8. 入来院重長
9. 入来院重茂
10. 入来院重豊
11. 入来院重聡 - （外孫に島津義弘、義久、歳久）
12. 入来院重朝
13. 入来院重嗣
14. 入来院重豊
15. 入来院重時 - （養子、島津以久子）
16. 入来院重高 - （養子、島津義虎子）
17. 入来院重通
18. 入来院重頼
19. 入来院重治
20. 入来院重堅 - （養子、日置島津家出身、後に帰家）
21. 入来院規重 - （養子、島津久理子）
22. 入来院重矩 - （養子、島津光久子）
23. 入来院重教
24. 入来院定勝 - （養子、島津継豊子）
25. 入来院定馨
26. 入来院定矩
27. 入来院定経 - （養子、島津忠救子）
28. 入来院定極
29. 入来院公寛 - （養子、島津柄山子）